# Marele Gustav
Marele Gustav (în germană Schwerer Gustav) a fost numele unei piese de artilerie germane de calibrul 800 mm, care putea fi transportată numai pe calea ferată. Aceasta a fost dezvoltată la sfârșitul anilor 1930 de către membrii Krupp ca artilerie de asediu pentru scopul explicit de a distruge principalele cetăți din linia franceză Maginot, cea mai puternică fortificație existentă la acea vreme. Complet asamblată, arma cântărea aproape 1.350 de tone și trăgea cu proiectile ce aveau o greutate de șapte tone, la o distanță maximă de 47 de kilometri. Arma a fost concepută pentru Bătălia Franței, dar nu a fost pregătită pentru luptă. Atunci, trupele germane i-au forțat pe francezi să se predea, renunțând astfel la distrugerea fortului. Gustav a fost folosit ulterior în Bătălia de la Sevastopol, în timpul Operațiunii Barbarossa, unde a distrus, printre altele, un depozit de muniție îngropat în roca de bază sub un dafin. Arma a fost mutată la Leningrad, și ar fi putut fi folosită în Revolta din Varșovia la fel ca și celelalte arme de asediu, dar rebeliunea a fost învinsă înainte de a o putea folosi. Gustav a fost distrus de către germani spre finalul războiului, în anul 1945, pentru a evita capturarea lui de către Armata Roșie.
A fost arma cu cel mai mare calibru folosită vreodată în luptă, cea mai grea piesă de artilerie construită vreodată, și arma care trăgea cu cele mai grele proiectile. 